# Bath megye (Kentucky)
Bath megye az Amerikai Egyesült Államokban, azon belül Kentucky államban található. Megyeszékhelye és legnagyobb városa Owingsville. Lakosainak száma 12 750 fő (2020. április 1.). Bath megye Rowan, Menifee, Montgomery, Bourbon, Nicholas és Fleming megyékkel határos.

## Népesség
A megye népességének változása:
| Lakosok száma | 11 629 | 11 725 | 11 803 | 11 961 | 12 228 | 12 750 |
|               | 2010   | 2011   | 2012   | 2013   | 2015   | 2020   |